# Алгоритм Гаусса вычисления даты Пасхи
Алгоритм Гаусса вычисления даты Пасхи — математический алгоритм, предназначенный для определения дня празднования Пасхи в любом году. Предложен впервые немецким математиком Карлом Гауссом в 1800 году. Сам Гаусс привёл формулы без вывода. Объяснение каждого шага алгоритма дал профессор Базельского университета Герман Кинкелин в 1870 году.

## Алгоритм для вычисления даты Пасхи
Для определения даты Православной пасхи по старому стилю необходимо:
1. Разделить номер года на 19 и определить остаток от деления a.
2. Разделить номер года на 4 и определить остаток от деления b.
3. Разделить номер года на 7 и определить остаток от деления c.
4. Разделить сумму 19a + 15 на 30 и определить остаток d.
5. Разделить сумму 2b + 4c + 6d + 6 на 7 и определить остаток e.
6. Определить сумму f = d + e.
7. (по старому стилю) Если f ≤ 9, то Пасха будет праздноваться 22 + f марта; если f > 9, то Пасха будет праздноваться f - 9 апреля.
8. (по новому стилю в XX—XXI веках) Если f ≤ 26, то Пасха будет праздноваться 4 + f апреля; если f > 26, то Пасха будет праздноваться f - 26 мая.

Более сложный алгоритм расчёта Католической пасхи покажем на примере.
Пример на 1777 год (год рождения Карла Гаусса):
| Выражение                                                                        | год = 1777 |
| -------------------------------------------------------------------------------- | ---------- |
| a = год mod 19                                                                   | a = 10     |
| b = год mod 4                                                                    | b = 1      |
| c = год mod 7                                                                    | c = 6      |
| k = целая часть (год/100)                                                        | k = 17     |
| p = целая часть ((13 + 8k)/25)                                                   | p = 5      |
| q = целая часть (k/4)                                                            | q = 4      |
| M = (15 − p + k − q) mod 30                                                      | M = 23     |
| N = (4 + k − q) mod 7                                                            | N = 3      |
| d = (19a + M) mod 30                                                             | d = 3      |
| e = (2b + 4c + 6d + N) mod 7                                                     | e = 5      |
| Дата Пасхи по новому стилю: 22 + d + e марта или d + e − 9 апреля                | 30 марта   |
| Если d = 29 и e = 6, то вместо 26 апреля будет 19 апреля                         |            |
| Если d = 28, e = 6 и (11M + 11) mod 30 < 19, то вместо 25 апреля будет 18 апреля |            |

## Важнейшие оговорки
- Данный алгоритм предназначен именно для расчёта Католической пасхи (то есть для пасхалии по григорианскому календарю). Для расчёта даты Православной пасхи по старому стилю (по юлианскому календарю) значения величин M и N принимаются: M=15 и N=6 независимо от века, а не вычисляются по приведённым формулам. Вычисление M и N для григорианской пасхалии необходимо из-за того, что в григорианском календаре года, кратные 100, не високосные, кроме тех, что кратны 400, в то время как в юлианском календаре все года, кратные четырем, — високосные без всяких исключений. Для перевода на новый стиль дату, вычисленную для Православной пасхи, нужно сдвинуть вперёд на 13 дней в 20-м и 21-м веках. Католическая пасха всегда заключается между 22 марта и 25 апреля нового стиля, а Православная — между 22 марта и 25 апреля старого стиля, то есть в 20-м и 21-м веках — с 4 апреля по 8 мая нового стиля.
- Формулы для расчёта Католической пасхи предусматривают два исключения: если d = 29 и e = 6, то Пасха переносится с 26 на 19 апреля[3]; если d = 28 и e = 6, то с 25 на 18 апреля[4]. Это условие было введено Гауссом в 1811 году.
- Значения величин M и N зависят от века, так что их можно рассчитать отдельно. Для 20-го и 21-го веков получаем: M=24, N=5. Для 19-го: M=23, N=4. Для 18-го века см. пример.

## История создания алгоритма
В 1800 году Карл Фридрих Гаусс впервые представил алгоритм для вычисления Пасхи по старому и новому стилям. Гаусс неоднократно корректировал алгоритм: так, в 1807 году из алгоритма было исключено условие (11M + 11) mod 30 < 19, вместо которого было выбрано более простое a > 10. В 1811 году он добавил условия по поводу переноса дат в апреле с 26 на 19 и с 25 на 18 число, указав, что этот алгоритм применим для вычисления дат в XVIII и XIX веках.
В 1816 году его студент Петер Пауль Титтель обнаружил ошибку в вычислении даты Пасхи в 1800 году: значение p = целая часть (k/3) было установлено некорректно. Гаусс исправил эту ошибку и отблагодарил студента за помощь.